# Evan G. Galbraith

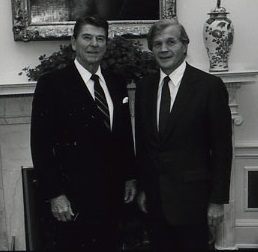
Evan G. Galbraith (rechts) nach seiner Ernennung zum Botschafter in Frankreich mit US-Präsident Ronald Reagan (18. November 1981)

Evan „Van“ Griffith Galbraith, Jr. (* 2. Juli 1928 in Toledo, Ohio; † 21. Januar 2008 in Manhattan, New York City) war ein US-amerikanischer Wirtschaftsmanager und Diplomat, der unter anderem zwischen 1981 und 1985 Botschafter in Frankreich war.

## Leben
Galbraith absolvierte nach dem Schulbesuch zunächst ein grundständiges Studium an der Yale University, das er 1950 mit einem Bachelor of Arts (B. A.) abschloss. Während seines dortigen Studiums schloss er sich der Studentenverbindung Skull & Bones an. Ein darauf folgendes Studium der Rechtswissenschaften an der Harvard University schloss er 1959 mit einem Bachelor of Laws (LL.B.) ab. Im Anschluss leistete er zwischen 1953 und 1957 Militärdienst in der US Navy und war zuletzt als Leutnant zur See Attaché bei der Central Intelligence Agency (CIA). Nach seiner anwaltlichen Zulassung bei der Anwaltskammer von New York (New York State Bar Association) war zwischen 1957 und 1960 als Rechtsanwalt bei der in New York City ansässigen Kanzlei Shearman & Sterling sowie zwischen 1960 und 1961 als Mitarbeiter der CIA als Assistent des damaligen Handelsministers Frederick H. Mueller. 1961 wechselte er zum Kreditinstitut Morgan Guaranty Trust und war dort zunächst von 1961 bis 1963 Assistierender Vizepräsident, anschließend zwischen 1963 und 1968 Verwaltungsdirektor sowie zuletzt von 1968 bis 1969 Vizepräsident.
Anschließend war Galbraith zwischen 1969 und 1975 Vorsitzender des Aufsichtsrates der Vermögensverwaltungsgesellschaft Bankers Trust sowie daraufhin von 1975 bis 1980 Vorsitzender des Aufsichtsrates der New Yorker Investmentbank Dillon, Read & Co., ehe er 1981 Geschäftsführender Direktor von Dillon, Read & Co. war. Am 6. November 1981 wurde er von US-Präsident Ronald Reagan zum Botschafter in Frankreich ernannt. Dort übergab er als Nachfolger von Arthur A. Hartman am 2. Dezember 1981 sein Akkreditierungsschreiben und verblieb auf diesem Posten bis zum 15. Juli 1985, worauf Joe M. Rodgers sein dortiger Nachfolger wurde. Danach wurde er 1985 Direktor für Internationale Angelegenheiten und Seniorberater des Kreditinstituts Morgan Stanley und gehörte zugleich zwischen 1986 und 1990 dem Aufsichtsrat der staatlichen Gesellschaft für Auslandsinvestitionen OPIC (Overseas Private Investment Corporation) an. Des Weiteren war er bis 1998 Vorsitzender des Aufsichtsrates der Luxusgüterunternehmensgruppe Moët Hennessy – Louis Vuitton SE (LVMH). 2001 wurde er ferner Verteidigungsberater der Ständigen Vertretung bei der NATO.
Aus seiner Ehe mit Marie „Bootsie“ Galbraith gingen vier Kinder hervor. Nach seinem Tode wurde er auf dem Nationalfriedhof Arlington beigesetzt.